# Ut med blondinerna!
Ut med blondinerna! är en kortroman av Olle Hedberg med undertiteln Sann berättelse ur livet. 
Boken utkom våren 1939 och är en satir över och pamflett mot antisemitismen och nazismen i Tyskland vid denna tid, samt en uppmaning till civilkurage. Handlingen utspelar sig i det fiktiva landet Salinien, där "blondinerna" (ordet blondin syftade vid den tiden på alla ljushåriga, både män och kvinnor) är de som baktalas, förtrycks, misshandlas och avrättas av de mörka "salinierna".
När Ut med blondinerna skulle diskuteras i en radiosändning om litteratur 1939 ombads litteraturkrönikan att ta bort "Ut med blondinerna" då den ansågs politiskt brännbar och utrikesdepartementet skulle kunna få svårigheter med kritiken mot Nazityskland.